# Гуантанамо-Баракоаська діоцезія
Гуантана́мо-Баракоа́ська діоце́зія (лат. Dioecesis Guantanamensis-Baracoensis; ісп. Diócesis de Guantánamo-Baracoa) — діоцезія римського обряду Католицької церкви на Кубі, з центрами у містах Гуантанамо і Баракоа. Охоплює терени Гуантанамської провінції Куби. Входить до складу Сантьяго-де-Кубинської церковної провінції. Суфраганна діоцезія Сантьяго-де-Кубинської архідіоцезії. Заснована 24 січня 1998 року. Голова — єпископ Гуантанамський і Баракоаський. Центральні храми — Гуантанамський і Баракоаський собори.  Площа — 6,565 км². Населення — 511,156 ос.; з них католики — 185,218 ос. (36.2%). Чинний голова — Діонісіо Гільєрмо Гарсія-Ібаньєс, єпископ Гуантанамський і Баракоаський.

## Історія
Історичним попередником Гуантанамо-Баракоаської діоцезії є Баракоаська діоцезія, заснована 1518 року. До її юрисдикції входили Куба, Луїзіана та Флорида. 28 квітня 1522 року єпископську катедру перенесли до Сантьяго-де-Куби, давши початок Сантьяго-де-Кубинській діоцезії. Стара Баракоаська діоцезія припинила існування.
Гуантанамо-Баракоаська діоцезія була створена 24 січня 1998 року шляхом виокремлення зі складу Сантьяго-де-Кубинської архідіоцезії.

## Єпископи
- Діонісіо Гільєрмо Гарсія-Ібаньєс

## Статистика
Згідно з «Annuario Pontificio» і Catholic-Hierarchy.org:
| Рік  | Населення | Населення | Населення | Священики | Священики | Священики | Священики           | Диякони | Ченці    | Ченці | Парафії |
| Рік  | католики  | загалом   | %         | загалом   | секулярні | ченці     | вірних на священика | Диякони | чоловіки | жінки | Парафії |
| ---- | --------- | --------- | --------- | --------- | --------- | --------- | ------------------- | ------- | -------- | ----- | ------- |
| 1999 | 160.000   | 509.210   | 31,4      | 6         | 1         | 5         | 26.666              |         | 5        | 8     | 3       |
| 2000 | 161.122   | 512.732   | 31,4      | 10        | 5         | 5         | 16.112              |         | 5        | 8     | 3       |
| 2001 | 162.652   | 512.521   | 31,7      | 10        | 5         | 5         | 16.265              | 4       | 5        | 11    | 5       |
| 2002 | 163.152   | 514.230   | 31,7      | 11        | 6         | 5         | 14.832              | 5       | 5        | 12    | 6       |
| 2003 | 165.179   | 515.770   | 32,0      | 13        | 7         | 6         | 12.706              | 5       | 6        | 12    | 6       |
| 2004 | 181.251   | 517.858   | 35,0      | 7         | 7         |           | 25.893              | 5       |          | 11    | 7       |
| 2006 | 185.218   | 511.156   | 36,2      | 9         | 5         | 4         | 20.579              | 5       | 4        | 11    | 7       |
| 2013 | 196.876   | 511.781   | 38,5      | 11        | 7         | 4         | 17.897              | 5       | 4        | 13    | 7       |